# Prélèvement d'air moteur
Le prélèvement d’air moteur désigne l'air comprimé et chauffé produit par les moteurs à réaction d'avions (turbine à gaz), prélevé sur l'étage compresseur (en amont de la section de combustion) pour notamment pressuriser et climatiser la cabine.

## Principe de fonctionnement
Dans les moteurs d'avions de ligne modernes, deux soupapes de régulation (étage haut et étage bas) s'allument et s'éteignent automatiquement et sont contrôlées par au moins « …deux contrôleurs d'alimentation en air et de pression cabine (ASCPC) qui ouvrent et ferment les soupapes appropriées.
L'air de purge du moteur provient de la partie supérieure ou inférieure du compresseur du moteur. L'air de l'étage inférieur est utilisé pendant l'opération de réglage de puissance élevée, et l'air de l'étage supérieur est utilisé pendant la descente et les autres opérations de réglage de faible puissance ».
L'air de purge de ce système peut être utilisé pour le refroidissement interne du moteur, le démarrage croisé d'un autre moteur, l'antigivrage du moteur et de la cellule, la pressurisation de la cabine, les actionneurs pneumatiques, des moteurs entraînés par air comprimé, la pressurisation du réservoir hydraulique et les réservoirs de stockage des déchets et de l'eau.
Certains manuels d'entretien des moteurs font référence à des systèmes tels que « l'air de purge du client ».

## Utilisations

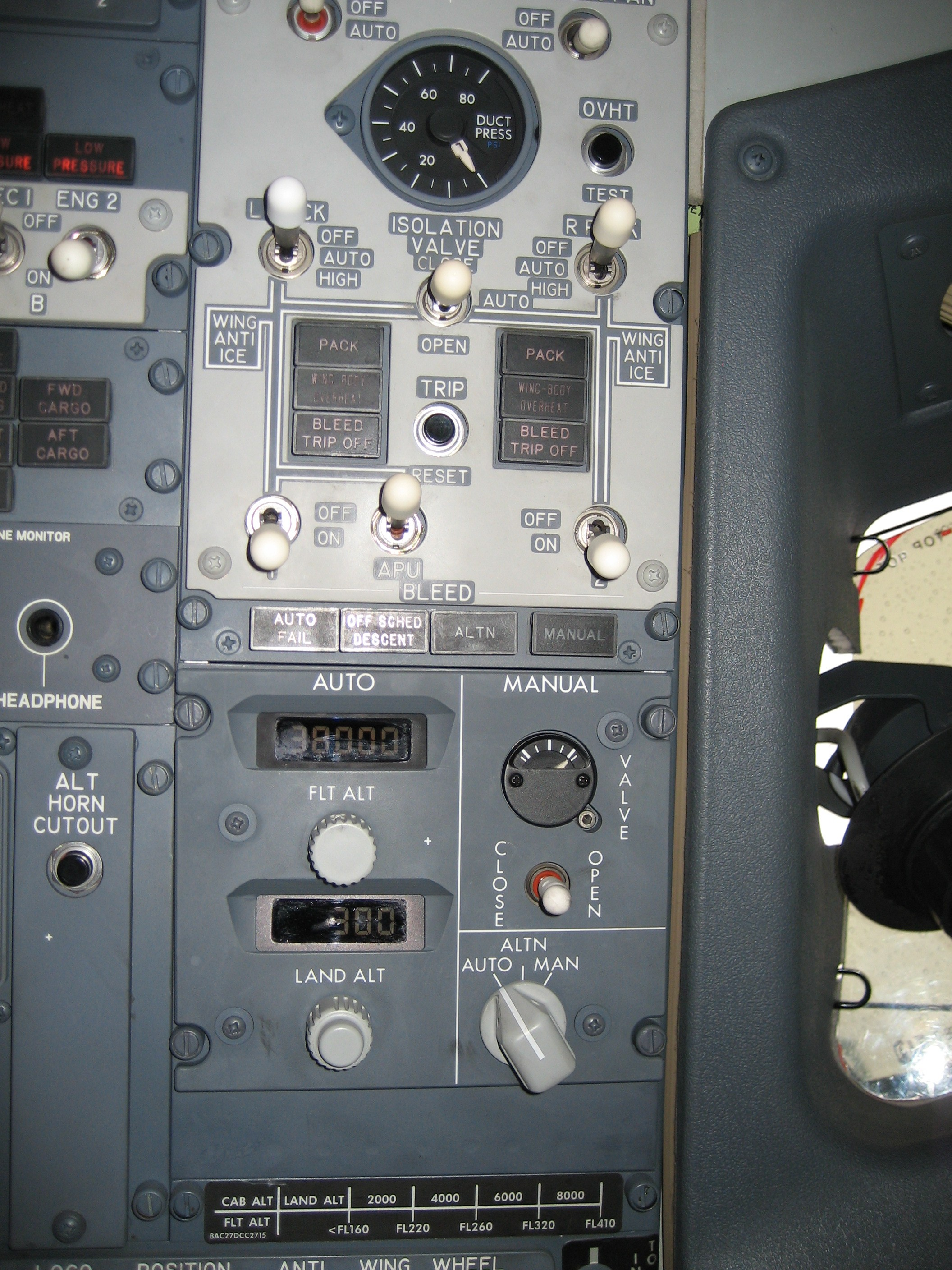
Commandes de pression et de purge d'air dans la cabine d'un Boeing 737-800

L'air de purge est précieux dans un avion pour deux propriétés : haute température et haute pression (les valeurs typiques de l'air de purge régulé sortant du pylône du moteur pour une utilisation dans tout l'avion sont de 200 à 250 °C et 275 kPa (40 PSI)). Le prélèvement d’air moteur est utilisé sur plus de 99% des avions à réaction car constituant une source d'énergie fiable et facilement disponible : 
- dans les avions civils, l'air de purge sert principalement à fournir de l'air renouvelé, réchauffé et sous pression à la cabine de l'avion, via le système de contrôle de l'environnement (climatisation) ;
- L'air de purge du compresseur haute-pression du moteur peut alimenter les soupapes de contrôle de réaction, comme c'est le cas pour une partie du système de contrôle de vol des avions militaires Harrier ;
- de l'air de purge peut réchauffer les prises d'air du moteur en empêchant la glace de se former, de s'accumuler, de se détacher et d'être ingérée par le moteur, ce qui pourrait l'endommager. De même il sert parfois à dégivrer des parties critiques de l'avion comme les bords d'attaque des ailes (méthode des ailes chaudes) pour éviter l'ajout de poids et une modification de forme de l'aile qui dégradent les performances voire pourraient entrainer une perte de contrôle ou de portance critique. Pour éviter cela, de l'air chaud est pompé à l'intérieur du bord d'attaque de l'aile, le chauffant à une température supérieure au point de congélation, ce qui empêche la formation de glace. L'air sort ensuite par de petits trous dans le bord de l'aile[3]. Une autre méthode, fréquente sur les avions à hélices, consiste à gonfler à l'air de purge une protection en caoutchouc sur le bord d'attaque, brisant la glace déjà formée[3] ;
- il peut aider à démarrer des moteurs restants ;
- il sert à mettre sous pression les réservoirs d'eau des toilettes (via un régulateur de pression)[3].

Il doit d'abord être refroidi (car sortant de l'étage compresseur du réacteur à des températures allant jusqu'à 250 °C) en le faisant passer par un échangeur de chaleur air-air refroidi par de l'air extérieur froid. Il est ensuite acheminé à une unité de machine à cycle d'air qui régule la température et le flux d'air dans la cabine, tout en maintenant le confort de l'environnement.

## Contamination
Parfois (en cas de fuite ou de défaut de joint) l'air de purge (utilisé pour la climatisation et la pressurisation) est contaminé par des produits chimiques issus de l'huile moteur ou d'un fluide hydraulique. En 2020, moins de 1% des avions sont équipés de filtres.
C'est ce qu'on appelle un événement de fumée, incident d'émanation ou fume event. Certains de ces produits sont irritants et sensibilisants, et des effets sur la santé à long terme du personnel de bord sont fortement suspectés,. Depuis les années 1950, des effets neurologiques et respiratoires ont été reliés à l'exposition à de l'air contaminé de cette manière dans les avions commerciaux et militaires. On parle de syndrome aérotoxique, qui n'est pas à ce jour médicalement reconnu. L'un des contaminants potentiels incriminé est le phosphate de tricrésyle.

Des ONG et des groupes de pression plaident en faveur de la recherche sur ces dangers potentiels. Ils comprennent l' Aviation Organophosphate Information Site (AOPIS) (2001), le Global Cabin Air Quality Executive (2006) et l' Aerotoxic Association (2007) basée au Royaume-Uni. Le groupe Cabin Environment Research est un groupe de recherche associé au ACER. Leurs travaux n'ont pas encore établi de relation de cause à effet. Bien qu'une étude réalisée pour l'UE en 2014 ait confirmé que la contamination de l'air des cabines pouvait poser un problème de santé, cette étude a également déclaré :
« Beaucoup d'événements de fumée signalés ont causé des limitations de confort pour les occupants, mais ne présentaient aucun danger. Une vérification de la contamination de l'air de la cabine par des substances toxiques (p. ex. TCP/TOCP) n'a pas été possible avec les fumées étudiées par le BFU ».
En mars 2010, un tribunal australien a statué en faveur d'une ancienne agente de bord d'une compagnie aérienne souffrant de problèmes respiratoires chroniques après avoir été exposée à des vapeurs d'huile lors d'un voyage en mars 1992, même si elle a pu continuer à travailler comme agente de bord et à occuper d'autres emplois pendant plus de dix ans après cette exposition en 1991.
L'European Cockpit Association (en) (ECA) publie en 2017, des directives sur les événements de « contamination de l'air dans les cabines ».
Début 2018, France 2 diffuse un documentaire intitulé « L'air des avions est-il toxique ? » relatant l'historique et le bilan de la situation aux travers d'interviews auprès des compagnies d'Air France et EasyJet,.

## Avion sans prélèvement d’air moteur
Le prélèvement d’air moteur est utilisé depuis le début des années 1950 dans les avions de transport pour éviter d'alourdir l'avion avec un compresseur électrique. Un avion de ligne sans prélèvement d’air moteur est le Boeing 787 dont chaque moteur est équipé de deux générateurs électriques à fréquence variable pour compenser le fait de ne pas fournir d'air comprimé aux systèmes externes. L'élimination des prélèvement d’air moteur et leur remplacement par une production d'électricité supplémentaire devrait permettre d'améliorer l'efficacité du moteur, de réduire le poids et de faciliter l'entretien.

### Avantages
Un avion sans prélèvement d’air moteur permet d'économiser du carburant en éliminant le processus de compression et de décompression de l'air et en réduisant la masse de l'avion grâce à l'enlèvement des conduits, des soupapes, des échangeurs de chaleur et d'autres équipements lourds.
L'APU (groupe auxiliaire de puissance) n'a pas besoin de fournir de l'air de purge lorsque les moteurs principaux ne fonctionnent pas. L'aérodynamique est améliorée grâce à l'absence de trous de purge d'air sur les ailes. En entraînant les compresseurs d'alimentation en air de la cabine à la vitesse minimale requise, aucune vanne modulante à gaspillage d'énergie n'est nécessaire. Les structures des machines à cycle d'air haute température et haute pression (ACM (en)) peuvent être remplacés par des structures basse température et basse pression et augmenter l'efficacité. À l'altitude de croisière, où la plupart des avions passent la majorité de leur temps et brûlent la majorité de leur carburant, les packs ACM peuvent être entièrement contournés, ce qui permet d'économiser encore plus d'énergie. Comme aucun air n'est prélevé sur les moteurs de la cabine, le risque de contamination de l'alimentation en air de la cabine par l'huile moteur est éliminé.
Enfin, les partisans de ce type de conception affirment qu'elle améliore la sécurité puisque l'air chauffé est confiné dans la nacelle du moteur, au lieu d'être pompé par des tuyaux et des échangeurs de chaleur dans l'aile et près de l'habitacle, où une fuite pourrait endommager les systèmes environnants.

### Inconvénients
L'élimination de l'air de purge augmente le besoin en électricité (pour pressuriser et chauffer la cabine, pour les systèmes anti-givrage/dégivrage et d'autres fonctions), ce qui implique des générateurs électriques plus puissants ainsi que des tableaux de distribution d'énergie et des systèmes de contrôle et sauvegarde plus sophistiqués.
Par exemple : Dans le Boeing 787, l'air de la cabine entre par le dessous du fuselage et est comprimé au besoin. Le dégivrage est réalisé par des éléments chauffants électrothermiques encastrés dans le bord d'attaque de l'aile. Les pompes hydrauliques pour les volets, les becs de bord d'attaque, les aérofreins et autres surfaces de contrôle sont également alimentées électriquement.